# Jimmy Ruffin
Jimmy Lee Ruffin (* 7. Mai 1936 in Meridian,  Mississippi; † 17. November 2014 in Las Vegas, Nevada) war ein US-amerikanischer Soulsänger, der vor allen Dingen durch den Klassiker What Becomes of the Broken Hearted bekannt wurde.

## Leben und Karriere
Jimmy Ruffin war der ältere Bruder von David Ruffin, zeitweise Leadsänger der Soulgruppe The Temptations. Das Angebot selbst Sänger der Gruppe zu werden, lehnte Jimmy Ruffin ab. Mit der Hilfe von David bekam er bereits Anfang der 1960er Jahre seinen ersten Plattenvertrag und veröffentlichte 1961 seine erste Single Don’t Feel Sorry for Me für das kleine Motown-Sublabel Miracle, das nur ein Jahr existierte. 1966 hatte er seinen ersten Millionenseller mit What Becomes of the Broken Hearted. Mittlerweile stand er bei einem weiteren Motown-Sublabel, Soul, unter Vertrag. Mit I’ve Passed This Way Before und Gonna Give Her All the Love I Got hatte er 1967 zwei weitere Top-40-Hits in Großbritannien und den USA. Danach ließ der Erfolg in seiner Heimat nach. In Großbritannien gelangen ihm jedoch 1970 mit I’ll Say Forever My Love, Farewell Is a Lonely Sound und It’s Wonderful (To Be Loved By You) gleich drei weitere Top-10-Erfolge. Im selben Jahr erschien als The Ruffin Brothers ein gemeinsames Album mit seinem Bruder David, I Am My Brother’s Keeper, das allerdings nur wenig erfolgreich war. Ruffin konzentrierte sich weiterhin auf Großbritannien und hatte dort 1974 mit einer Wiederveröffentlichung von What Becomes of the Broken Hearted einen weiteren Top-10-Hit. Im selben Jahr wechselte er von Motown zu Chess.
Sein nächster großer internationaler Hit gelang ihm 1980 mit dem von Robin Gibb geschriebenen Lied Hold on (to My Love). Gibb produzierte auch zusammen mit Blue Weaver das dazugehörige Album Sunrise, das ein Duett mit Marcy Levy enthält. Es sollte Ruffins letztes Studio-Album bleiben. 1982 hatte er mit Turn to Me, im Duett mit Maxine Nightingale, seinen letzten Top-20-Hit in den US-amerikanischen R&B-Charts. Eine Zeit lang moderierte er auch eine Radioshow.
Ruffin zog in den 1980er Jahren nach Großbritannien, wo er als Live-Künstler weiterhin sehr gefragt war. Er arbeitete hier unter anderem 1984 mit Paul Weller als The Council Collective an der Benefiz-Single Soul Deep, die Platz 24 in Großbritannien erreichte. 1986 spielte Ruffin mit der britischen Elektropop-Band Heaven 17 eine EP ein und sang dabei die Stücke A Foolish Thing to Do und My Sensitivity. 1989 veröffentlichte er mit Brenda Holloway die das Duett On the Rebound als Single.
Seinen Hit What Becomes of the Broken Hearted veröffentlichte er später mehrfach neu, unter anderem Ende der 1980er Jahre im Duett mit Ruby Turner. Zudem existiert von ihm eine italienische Version mit dem Titel Se decidi così. Das Lied wurde u. a. von David L. Stewart (mit Colin Blunstone, 1981), Boy George (1988), Paul Young (1992), Steve Harley (1996), Joe Cocker (1998), Jive Bunny & the Mastermixers (2000), Smokie (2001), Joan Osborne (2002), Blue Lagoon (2006) und Alphonso Williams (2017) gecovert.
Nach seinem Tod 2014 würdigte die FAZ Ruffin in einem Nachruf als „kraftvollen Sänger, der stets im Schatten seines kleinen Bruders stand“. Sein Evergreen What Becomes of the Broken Hearted gelte „als eines der besten Stücke, das Motown je veröffentlicht hat“.
In den Jahren vor seinem Tod hatte Ruffin noch an neuer Musik gearbeitet, die aber letztlich nicht mehr veröffentlicht wurde.

## Diskografie

### Alben
| Jahr | Titel Musiklabel                                                              | Höchstplatzierung, Gesamtwochen, AuszeichnungChartplatzierungen (Jahr, Titel, Musiklabel, Platzierungen, Wochen, Auszeichnungen, Anmerkungen) | Höchstplatzierung, Gesamtwochen, AuszeichnungChartplatzierungen (Jahr, Titel, Musiklabel, Platzierungen, Wochen, Auszeichnungen, Anmerkungen) | Höchstplatzierung, Gesamtwochen, AuszeichnungChartplatzierungen (Jahr, Titel, Musiklabel, Platzierungen, Wochen, Auszeichnungen, Anmerkungen) | Anmerkungen                                         |
| Jahr | Titel Musiklabel                                                              | UK | US | R&B | Anmerkungen                                         |
| ---- | ----------------------------------------------------------------------------- | --- | --- | --- | --------------------------------------------------- |
| 1966 | Jimmy Ruffin Sings Top Ten auch bekannt als: The Jimmy Ruffin Way Soul/Motown | UK32 (6 Wo.)UK | US133 (11 Wo.)US | — |                                                     |
| 1969 | Ruff’n Ready Soul/Motown                                                      | — | US196 (2 Wo.)US | R&B50 (2 Wo.)R&B | Erstveröffentlichung: März 1969                     |
| 1970 | I Am My Brother’s Keeper Soul/Motown                                          | — | US178 (2 Wo.)US | — | Erstveröffentlichung: Oktober 1970 mit David Ruffin |
| 1974 | Greatest Hits Tamla Motown                                                    | UK41 (4 Wo.)UK | — | — |                                                     |
| 1980 | Sunrise RSO                                                                   | — | US152 (6 Wo.)US | — |                                                     |

Weitere Alben
- 1970: The Groove Governor (Soul/Motown, nur in den USA erschienen)
- 1970: Forever (Tamla Motown)
- 1973: Jimmy Ruffin (Polydor)
- 1974: I’ve Passed This Way Before (Kompilation)
- 1975: Love Is All We Need (Polydor)
- 2003: The Ultimate Motown Collection (Kompilation)
- 2012: There Will Never Be Another You (Kompilation)

### Singles
| Jahr | Titel Album                                                  | Höchstplatzierung, Gesamtwochen, AuszeichnungChartplatzierungen (Jahr, Titel, Album, Platzierungen, Wochen, Auszeichnungen, Anmerkungen) | Höchstplatzierung, Gesamtwochen, AuszeichnungChartplatzierungen (Jahr, Titel, Album, Platzierungen, Wochen, Auszeichnungen, Anmerkungen) | Höchstplatzierung, Gesamtwochen, AuszeichnungChartplatzierungen (Jahr, Titel, Album, Platzierungen, Wochen, Auszeichnungen, Anmerkungen) | Anmerkungen                                                                             |
| Jahr | Titel Album                                                  | UK | US | R&B | Anmerkungen                                                                             |
| ---- | ------------------------------------------------------------ | --- | --- | --- | --------------------------------------------------------------------------------------- |
| 1966 | What Becomes of the Brokenhearted Jimmy Ruffin Sings Top Ten | UK4 Silber + Gold (Digital) · (27 Wo.)UK                                                                                                 | US7 (17 Wo.)US | R&B6 (21 Wo.)R&B | Erstveröffentlichung: 3. Juni 1966 B-Seite: Baby I’ve Got It Höchstplatzierung UK: 1974 |
| 1966 | I’ve Passed This Way Before Jimmy Ruffin Sings Top Ten       | UK29 (13 Wo.)UK | US17 (11 Wo.)US | R&B10 (10 Wo.)R&B | Erstveröffentlichung: November 1966 B-Seite: Tomorrow’s Tears                           |
| 1967 | Gonna Give Her All the Love I Got Jimmy Ruffin Sings Top Ten | UK26 (6 Wo.)UK | US29 (7 Wo.)US | R&B14 (8 Wo.)R&B | Erstveröffentlichung: Februar 1967 B-Seite: World So Wide Nowhere to Hide               |
| 1967 | Don’t You Miss Me a Little Bit Baby –                        | — | US68 (5 Wo.)US | R&B27 (6 Wo.)R&B | Erstveröffentlichung: Juli 1967 B-Seite: I Want Her Love                                |
| 1968 | I’ll Say Forever My Love Ruff’n Ready                        | UK7 (12 Wo.)UK | US77 (5 Wo.)US | — | B-Seite: Everybody Needs Love Charteinstieg UK: 1970                                    |
| 1970 | Farewell Is a Lonely Sound Ruff’n Ready                      | UK8 (21 Wo.)UK | — | — | Erstveröffentlichung: Februar 1970 B-Seite: If You Will Let Me I Know I Can             |
| 1970 | Stand By Me I Am My Brother’s Keeper                         | — | US61 (7 Wo.)US | R&B24 (7 Wo.)R&B | Erstveröffentlichung: 22. September 1970 mit David Ruffin                               |
| 1970 | It’s Wonderful (To Be Loved By You) Ruff’n Ready             | UK6 (14 Wo.)UK | — | — | Erstveröffentlichung: Oktober 1970 B-Seite: Maria (You Were the Only One)               |
| 1970 | Maria (You Were the Only One) –                              | UK97 (2 Wo.)UK | — | — | Erstveröffentlichung: 28. Dezember 1970 B-Seite von It’s Wonderful (To Be Loved By You) |
| 1974 | Tell Me What You Want Jimmy Ruffin                           | UK39 (4 Wo.)UK | — | R&B42 (11 Wo.)R&B | B-Seite: Do You Know Me                                                                 |
| 1980 | Hold On (To My Love) Sunrise                                 | UK7 (8 Wo.)UK | US10 (14 Wo.)US | R&B29 (12 Wo.)R&B | B-Seite: Hold On (To My Love) (instrumental)                                            |
| 1985 | There Will Never Be Another You –                            | UK68 (1 Wo.)UK | — | — | B-Seite: The Backstabbers                                                               |

Weitere Singles
- 1961: Don’t Feel Sorry for Me / Heart
- 1964: Since I’ve Lost You / I Want Her Love
- 1965: As Long as There Is L-O-V-E Love / How Can I Say I’m Sorry
- 1968: Don’t Let Him Take Your Love From Me / Lonely Lonely Man Am I
- 1970: Let’s Say Goodbye Tomorrow / Living in a World I Created for Myself
- 1971: On the Way Out (On the Way In) / Honey Come Back
- 1971: When My Hand Comes Down / Steppin’ on a Dream
- 1972: Our Favorite Melody / You Gave Me Love
- 1973: Goin’ Home / Tears of Joy
- 1973: Mother’s Love / Waiting on You
- 1973: Thank You Girl / Do You Know Me
- 1975: Give You All the Love I’ve Got / Get On Up
- 1977: Fallin’ in Love with You / Instrumental
- 1980: Night of Love / Searchin’
- 1985: That’s When My Loving Begins / Don’t Stop (Keep on Loving Me Girl)